# Georges Matheron
Pour les articles homonymes, voir Matheron.
Georges Matheron (2 décembre 1930 — 7 août 2000) est un mathématicien et géologue français, connu pour avoir fondé la géostatistique et cofondé (avec Jean Serra) la morphologie mathématique.

## Formation
G. Matheron étudie à l'Ecole polytechnique (X49). Il est ingénieur du Corps des Mines, et docteur ès-sciences (1965).

## Ouvrages principaux
- Traité de géostatistique appliquée  (préf. Fernand Blondel), Paris, Technip, coll. « Mémoires du Bureau de recherches géologiques et minières » (no 14, 24), 1962−1963, 333−171, 2 volumes (OCLC 493700, BNF 37372108)
- Estimer et choisir : essai sur la pratique des probabilités, Fontainebleau, École nationale supérieure des mines de Paris, coll. « Les Cahiers du Centre de morphologie mathématique de Fontainebleau » (no 7), 1978, 175 p. (OCLC 464894503, BNF 35680386)